# Rue d'Alésia
Pour les articles homonymes, voir Rue d'Alésia (homonymie).
La rue d’Alésia est une rue du sud de Paris (France), qui parcourt le 14e arrondissement d’est en ouest sur toute sa longueur (2 400 mètres). Son tracé est parallèle à celui des boulevards des Maréchaux.

## Situation et accès
Rue animée sur l'ensemble de son parcours, elle est bordée d’arbres (des Sophora japonica depuis les années 1950) et prolongée à l’est par la rue de Tolbiac (13e arrondissement), à l'ouest par la rue de Vouillé (15e arrondissement). Elle coupe l'avenue du Général-Leclerc à hauteur de la place Victor-et-Hélène-Basch, dominée par l'église Saint-Pierre de Montrouge.
D'est en ouest, la rue d'Alésia croise la rue de la Glacière, la rue de la Santé, l'avenue René-Coty, la rue de la Tombe-Issoire, l'avenue du Général-Leclerc, la rue des Plantes, la rue Raymond-Losserand et la rue Vercingétorix.
À la hauteur de la rue Broussais, elle passe sous un pont de la ligne B du RER d'Île-de-France et à hauteur de la rue Vercingétorix sous une passerelle qui assure la continuité de la coulée verte Vercingétorix (aménagée après l'abandon du plan autoroutier pour Paris) entre le square du Père-Plumier et le jardin Henri-et-Achille-Duchêne. Son extrémité ouest aboutit à la limite du 14e arrondissement. Cette dernière est marquée par un pont ferroviaire de la SNCF (encore surnommé Pont-aux-Bœufs en 1898) qui franchit la rue Vouillé, située dans le 15e arrondissement.
La rue d'Alésia est desservie par les stations de métro Alésia de la ligne 4 et Plaisance de la ligne 13.

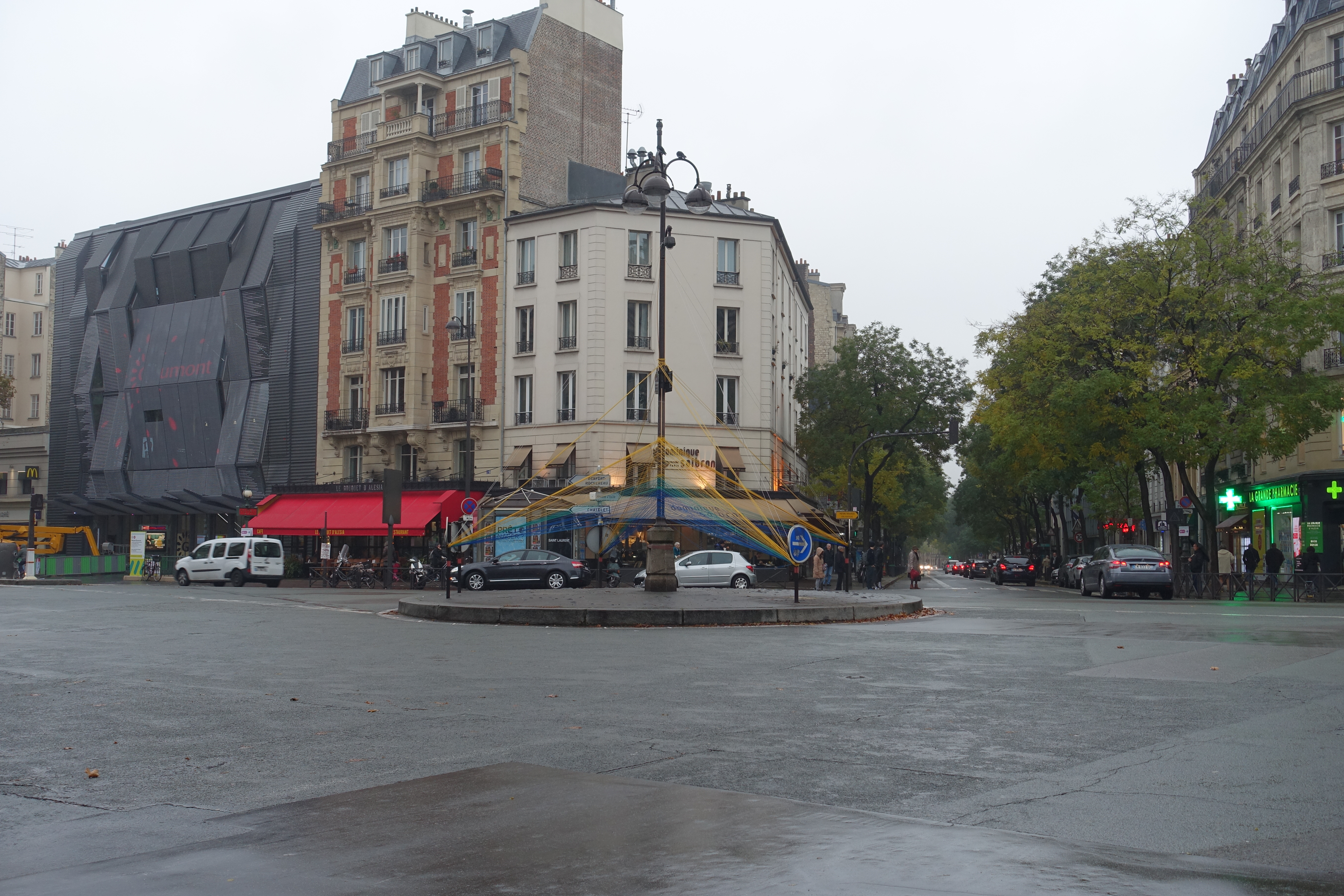
Perspective de la section est de la rue d'Alésia, prise de la place Victor-et-Hélène-Basch.
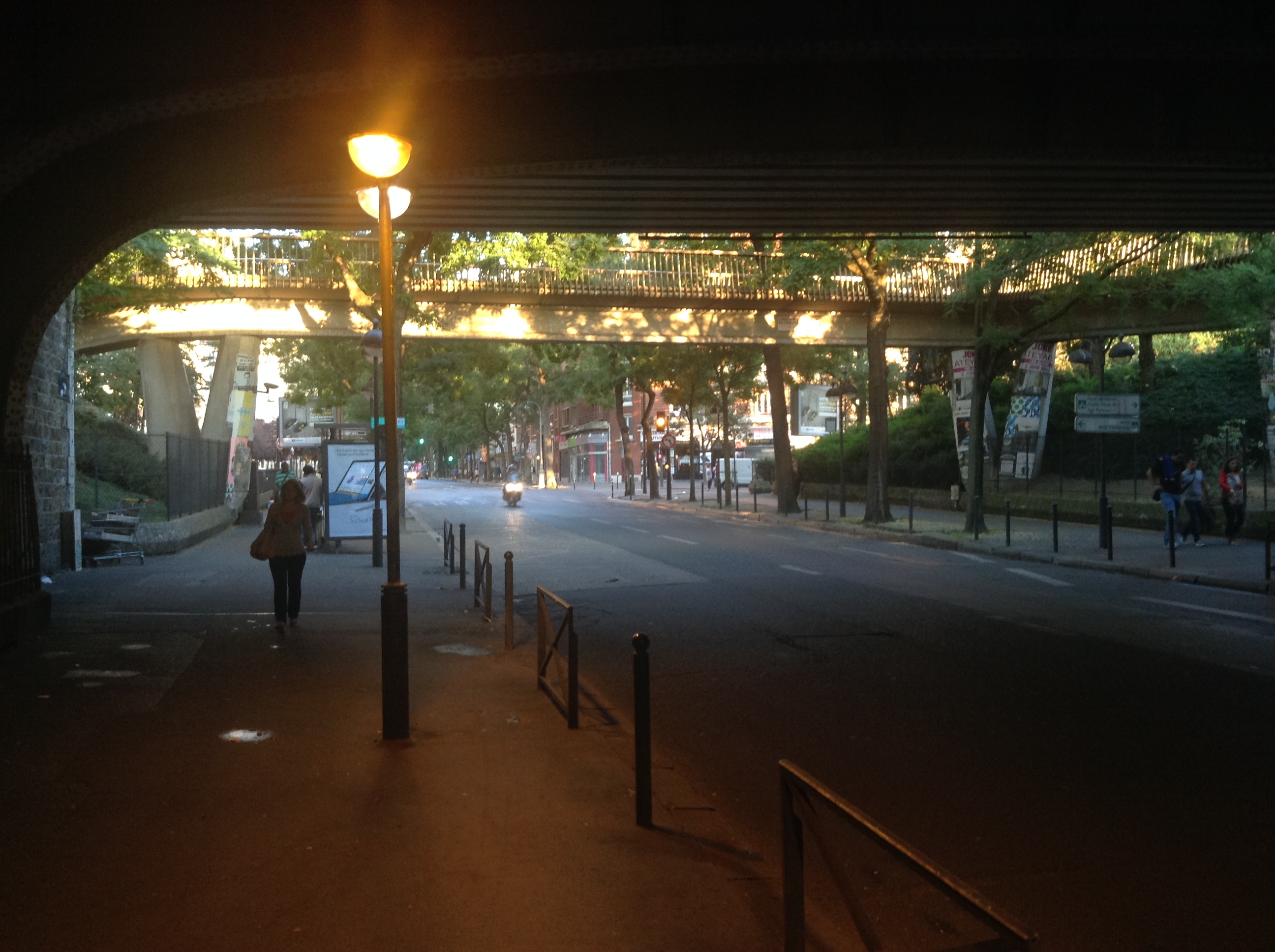
La rue d'Alésia sous le pont ferroviaire, dit Pont-aux-Bœufs, non loin du croisement avec la rue Vercingétorix.
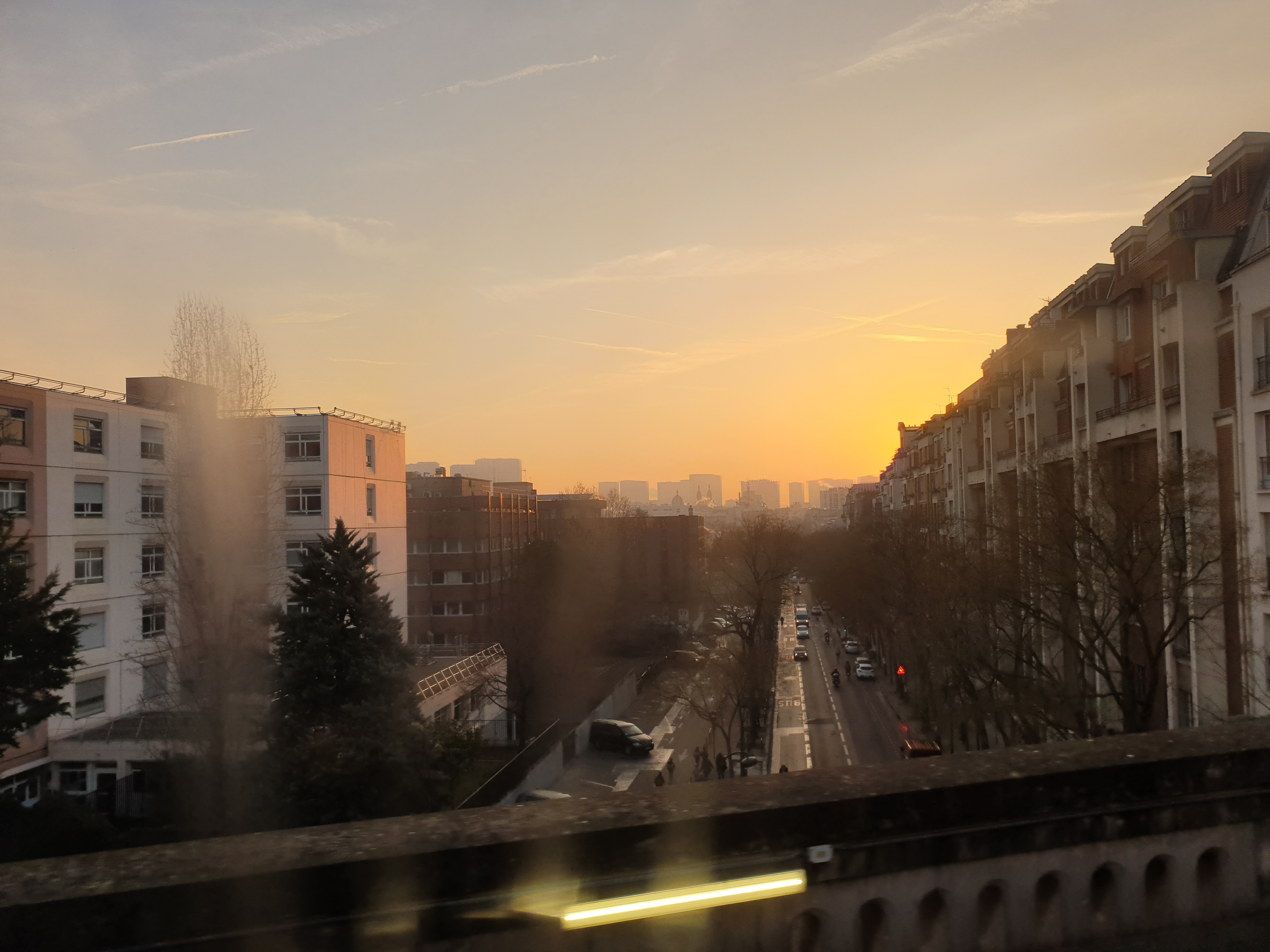
La rue d'Alésia vue depuis le RER B en 2019.

## Origine du nom
Cette voie porte depuis 1869 le nom de la ville gauloise d'Alésia célèbre par le siège qu'elle soutint contre Jules César.

## Historique

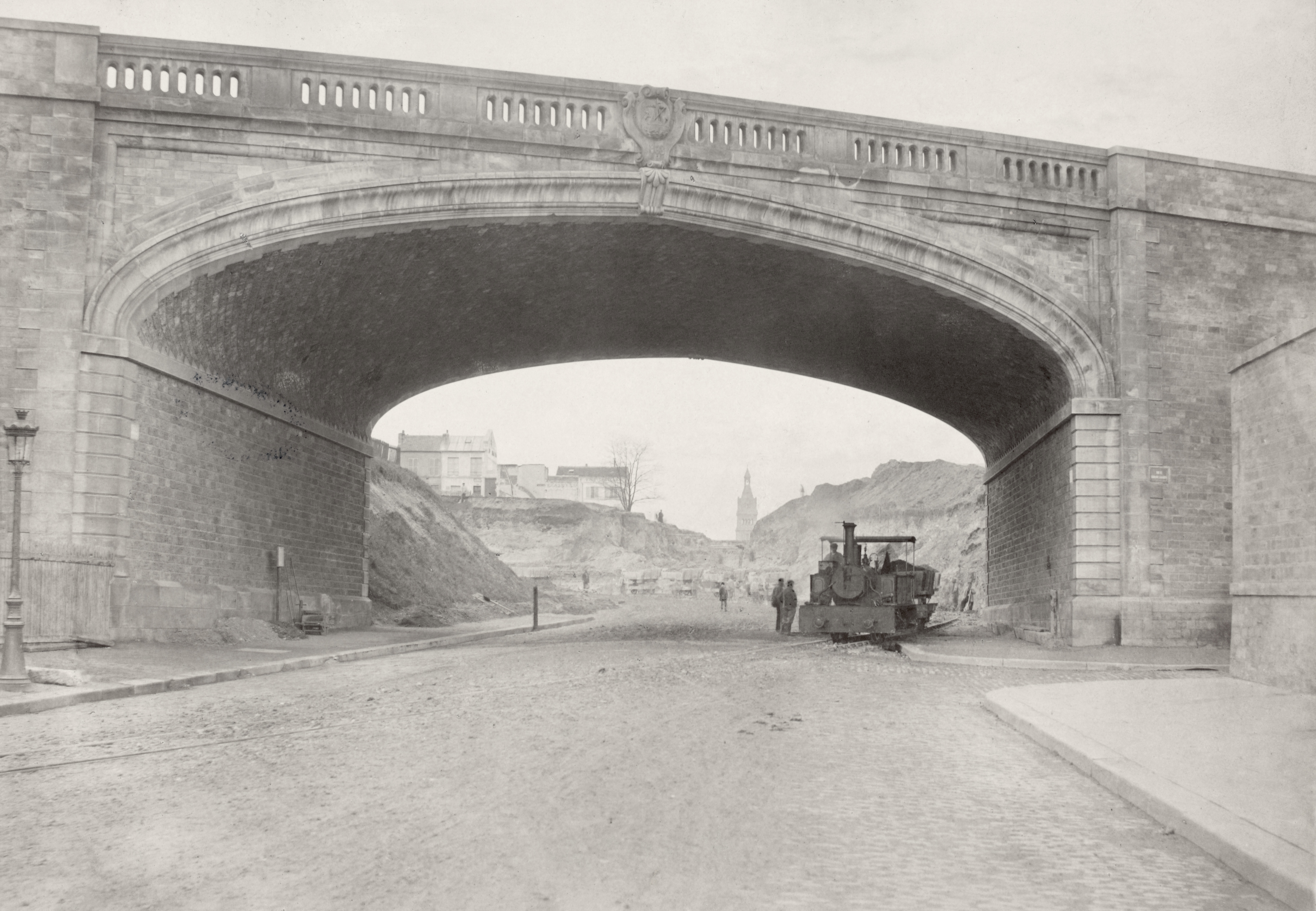
Le percement de la rue et son passage sous la ligne de Sceaux (photographie de Charles Marville).

Cette rue résulte de la fusion par décret du 10 août 1868 :
- d'une voie ouverte de 1863 à 1870 entre l'avenue Reille[note 1] et la place Victor-et-Hélène-Basch, appelée « rue d'Alésia » ;
- d'une voie située entre la place Victor-et-Hélène-Basch et la rue Vercingétorix  à l'état de chemin champêtre appelée « chemin de la Justice »sur le plan de Roussel de 1730. Ce nom était lié à la présence d'un gibet de la justice seigneuriale de l'abbaye de Sainte-Geneviève qui se dressait probablement à l'emplacement du débouché de l'impasse Florimont. L'abbaye de Sainte-Geneviève dont le fief s'étendait sur une grande partie de l'actuel 14e arrondissement et au-delà jusqu'à Vanves et Montrouge détenait le pouvoir de basse, moyenne et haute justice jusqu'en 1674. Les fourches patibulaires où étaient suspendus les cadavres étaient destinées  à dissuader les malandrins. Ces installations macabres qui figurent sur certaines cartes du XVIIIe siècle furent détruites longtemps après l'abolition de l'ensemble des justices seigneuriales parisiennes par Louis XIV en 1674[4]. Cette voie qui figure comme « chemin des Bœufs »[5] sur le plan cadastral de Montrouge de 1804, fait ensuite partie de la route départementale no 10, nommée « route du Transit », puis « boulevard du Transit », à cause du chemin de fer, et enfin « rue d'Alésia » en 1868.

Une partie de la rue délimitait la ZAC Alésia-Montsouris.

## Bâtiments remarquables et lieux de mémoire
- Nos 11 : Domicile parisien de la résistante et artiste-peintre Marie-Thérèse Auffray (1912-1990). Le jardin Marie-Thérèse-Auffray, qui porte son nom en sa mémoire, se situe à l'arrière de l'édifice.
- Nos 11 bis et 11 ter : entre ces deux immeubles, passage des voies ferrées, en remblai, de la ligne B du RER (précédemment ligne du chemin de fer de Sceaux, inaugurée en 1846). Venant de la Gare de Denfert-Rochereau (initialement Embarcadère de la barrière d'Enfer, puis Gare de Sceaux), cette ligne débouche sur le côté opposé entre la rue Broussais et le no 9 puis franchit la chaussée et les trottoirs sur un pont ferroviaire en pierre achevé en 1868. La construction de cet ouvrage d'art précède de peu la fin du chantier de terrassement de la section est de la rue d'Alésia. Il fait partie du programme de restructuration et de prolongement de la Ligne de Sceaux jusqu'à Limours, avec modification du parcours et élévation des voies sur un remblai à la traversée du plateau de Montsouris. Cette partie de l'ancien territoire de la commune de Montrouge annexée à Paris en 1860 est alors marquée par de profondes transformations[7]. L'établissement du remblai a nécessité une modification du tracé initialement projeté, en 1863, de la portion sud de la rue Broussais[8] qui longe son mur de soutènement.
- No 12-14 : école élémentaire publique Alésia, établie dans un bâtiment d'angle de brique et de pierre dont les différents volumes ont été élevés autour de trois préaux — comme ceux de l'ancien « groupe scolaire rue d'Alésia » construit en 1872 au no 132 avec laquelle il ne faut pas la confondre. Elle partage cet ensemble avec l'école maternelle publique Tombe-Issoire. L'entrée de cette dernière se trouve au no 77 de la rue dont elle porte le nom.
- No 15: immeuble de 1901 (architecte Edme Thollard).
- No 17: immeuble de 1904 (architecte Edme Thollard).
- No 20 bis : sur la façade, sculpture d'un couple surmonté d'une coquille, réalisée par Jean-Pierre Gras[9].
- No 25 : hôtel particulier où vécut Françoise Sagan entre 1975 et 1991, avec sa compagne Peggy Roche et son ami Bernard Frank[10].
- No 34 (et 12, rue de la Saône) : maison (2e moitié du XIXe siècle[11]) et lieu de décès[12] de l'indologue et helléniste Émile Burnouf (1821-1907) qui avait acquis le terrain en 1877 (voir l'article qui lui est dédié).
- No 39 : emplacement du Grand Moulin de Montsouris (ou Mocque-Souris). Il devint une guinguette à la mode vers les années 1830[13].
- No 62 : la brasserie Le Zeyer.
- No 72 : l'écrivain belge d'expression française J.-H. Rosny aîné (Joseph Henri Honoré Boex, 1856-1940), auteur de La Guerre du Feu (1909, en feuilleton) y vécut en 1910, avant d'emménager au 39, rue Didot[14] en 1911, puis au 47, rue de Rennes en 1912, où il mourut en 1940.
- No 75-77: collège Jean-Moulin.
- No 99 : emplacement des « Salons de la Rives Gauche » de Pignarre. Ils pouvaient accueillir jusqu’à 800 couverts[15],[16].
- No 114 : emplacement du Casino de Montrouge, puis du cinéma « Alésia Palace[17].
- No 126 : demeure du peintre Gabriel Moiselet dans les années 1945-1950.

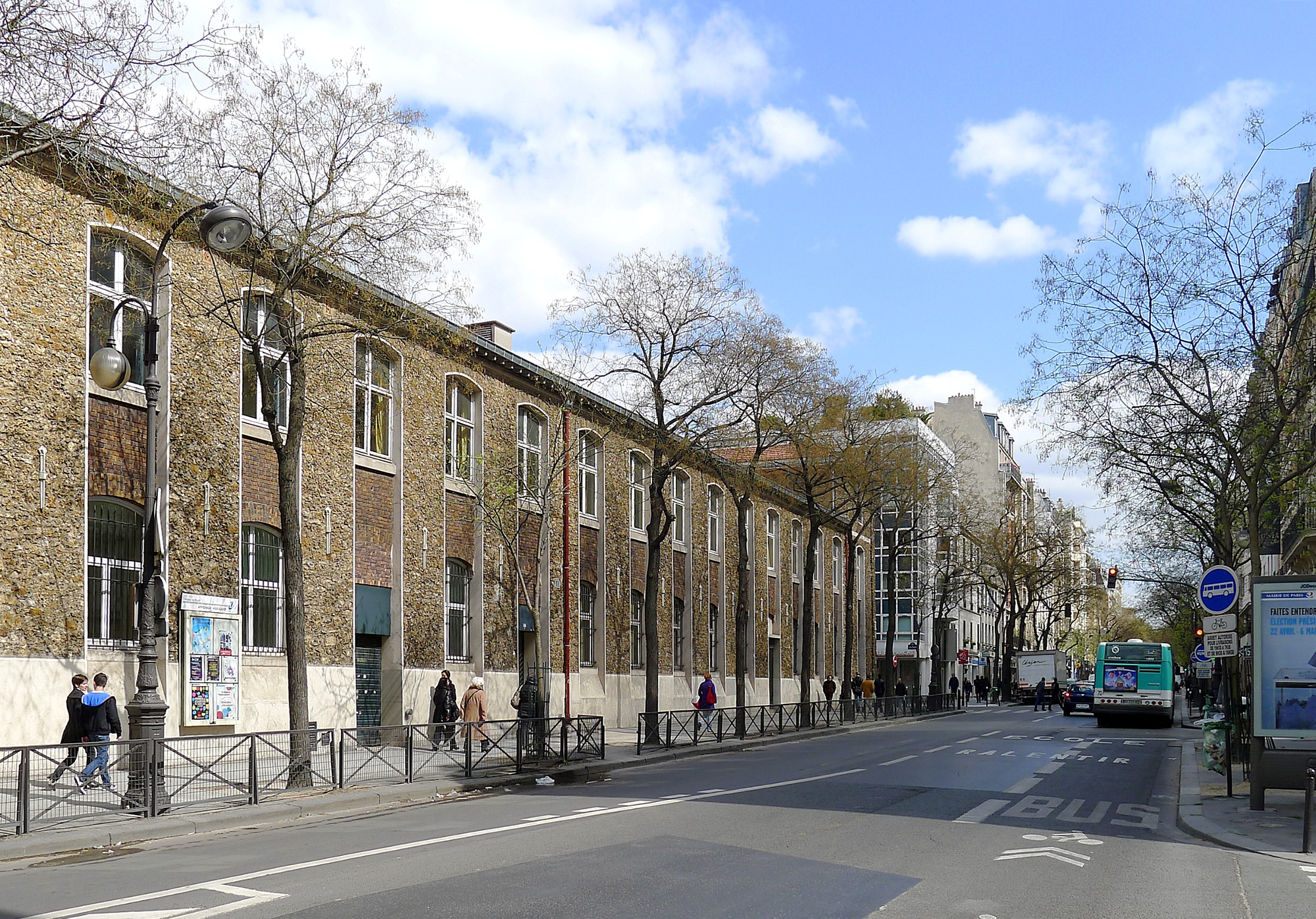
Groupe scolaire, 132, rue d'Alésia, en 2012.

- No 132 : le long bâtiment en pierre meulière, d'aspect un peu fruste, où sont dispensés les cours municipaux d'adultes, abrite également les cours du soir du lycée d'adultes de la ville de Paris (LMA), dit aussi lycée d'adultes Philippe-Leclerc-de-Hauteclocque, établissement unique en France, institué en 1980 par le Conseil de Paris[18].

L'édifice est représentatif de l'architecture scolaire française de la fin du XIXe siècle. Il a été conçu en 1872 sous la dénomination « groupe scolaire rue d'Alésia », par l'architecte Émile Vaudremer (1829-1914) selon les principes du rationalisme structurel pour accueillir un établissement public regroupant un « asile » (ultérieurement école maternelle) pour les enfants en âge pré-scolaire de mères travailleuses, et deux écoles élémentaires, nettement distinctes qui se jouxtent sous le même toit, destinées respectivement l'une aux garçons et l'autre aux jeunes filles. Chacune de ces trois structures avait sa propre entrée et comprenait deux préaux (dont l'un couvert) et les logements du directeur, des maîtres d'école et du concierge (dans l'école des garçons) ainsi que ceux de leurs collègues féminines (dans l'école des filles et dans l'asile).
En 1894, le conseil municipal de Paris donna un avis favorable pour l'établissement, dans l'école des garçons, d'une bibliothèque municipale de prêt gratuit à domicile. Celle-ci précéda la bibliothèque du Maine, installée dans la mairie du 14e arrondissement en 1936, elle-même remplacée par la bibliothèque Georges-Brassens, ouverte en 1999 rue Gassendi, dans un nouvel édifice spécialement conçu à cet effet.

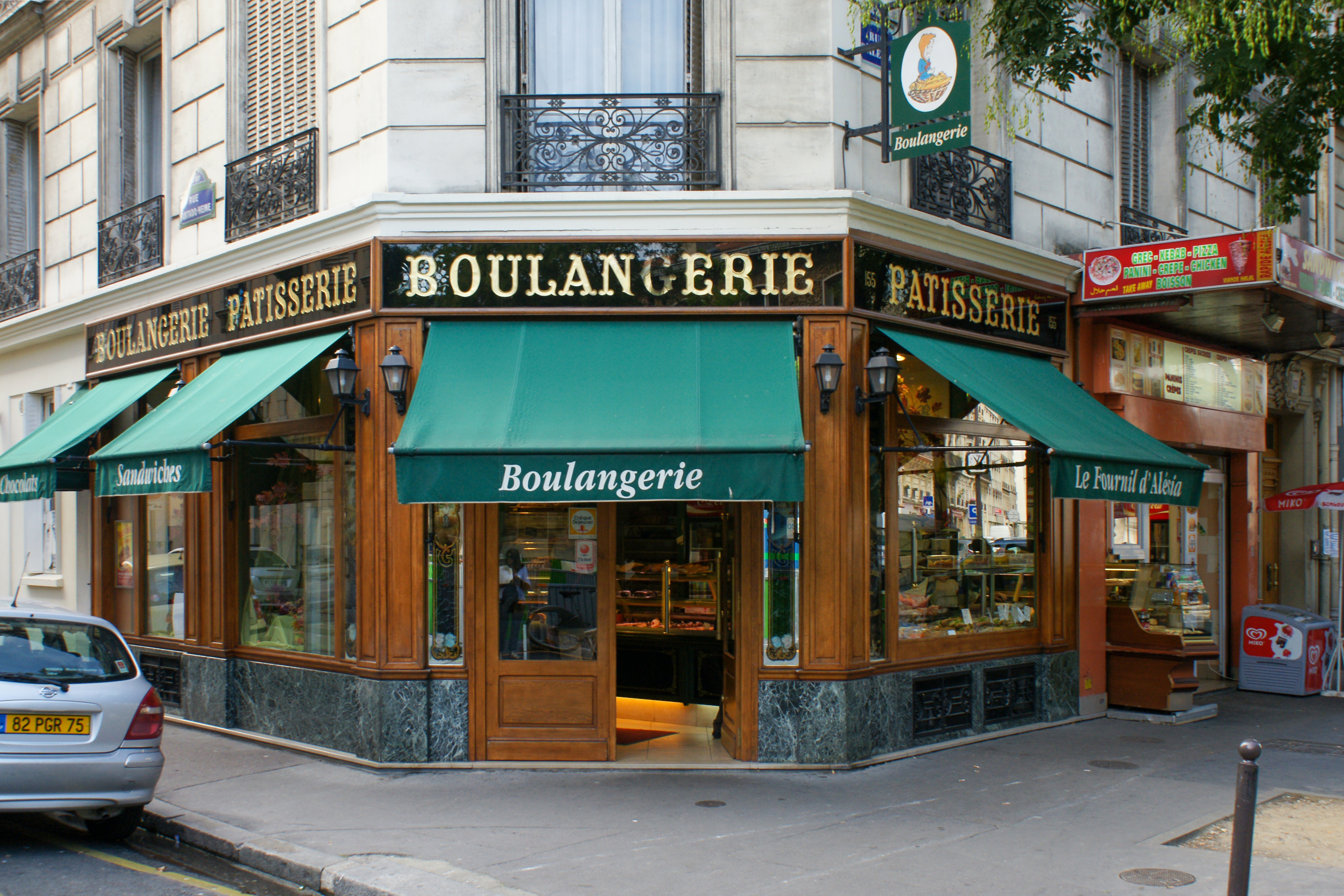
Boulangerie-pâtisserie,
au 155, rue d'Alésia, en 2011.

- No 155 : au rez-de-chaussée de cet immeuble d'habitation située à l'angle de la rue Furtado-Heine fut ouverte, vers 1900, la boulangerie-pâtisserie qui est toujours en activité. Elle conserve à l'extérieur un décor de toiles peintes fixées sous verre et dans la boutique un plafond peint, réalisés par l'atelier Benoist et Fils. La devanture et le décor intérieur sont inscrits au titre des monuments historiques[22].

Le 6 avril 1917, un avion biplan français s'écrasa sur le trottoir devant le 155 de la rue d’Alésia, brisant la vitrine situé à droite de la porte d'accès de la boulangerie. Le sergent aviateur Fustier, pilote de l'appareil, avait connu une certaine notoriété au cours des hostilités de la Première Guerre mondiale. Ce jour-là, il s’était trouvé en panne sèche en survolant Paris à basse altitude et avait tenté de se poser en prenant en enfilade la rue d'Alésia, provoquant au passage la chute de branches d'arbres qui blessèrent légèrement une fillette du quartier que l'on conduisit à l'hôpital des Enfants Malades. L'aile droite de l'avion accrocha le jambage de la fenêtre du premier étage, le nez bascula et s’encastra dans le trottoir, laissant par miracle le fuselage suspendu à la verticale (voir des photos). Le pilote, apparemment indemne, sortit de l’appareil avec quelques égratignures causées par des branches d'arbres, mais il s'avéra qu'il avait été si grièvement blessé dans le choc, qu'il dut être trépané à l'hôpital militaire du Val-de-Grâce,. Il mourut la même année des suites de ses blessures.
- No 155 : En février 1940, Georges Brassens y est hébergé, en 1940, chez sa tante maternelle Antoinette Dagrosa,
- No 223 : à proximité de l'impasse Florimont où Georges Brassens était domicilié de 1944 à 1966, présence d'une fresque représentant l'artiste.
- À la suite de la prise d'otages des Jeux olympiques de Munich (1972), le Mossad met au point l'opération Vengeance, chargée d'éliminer plusieurs des membres de l'organisation terroriste impliquée dans le drame. Le 8 décembre 1972, Mahmoud Hamchari est tué rue d'Alésia[29].

## Galerie

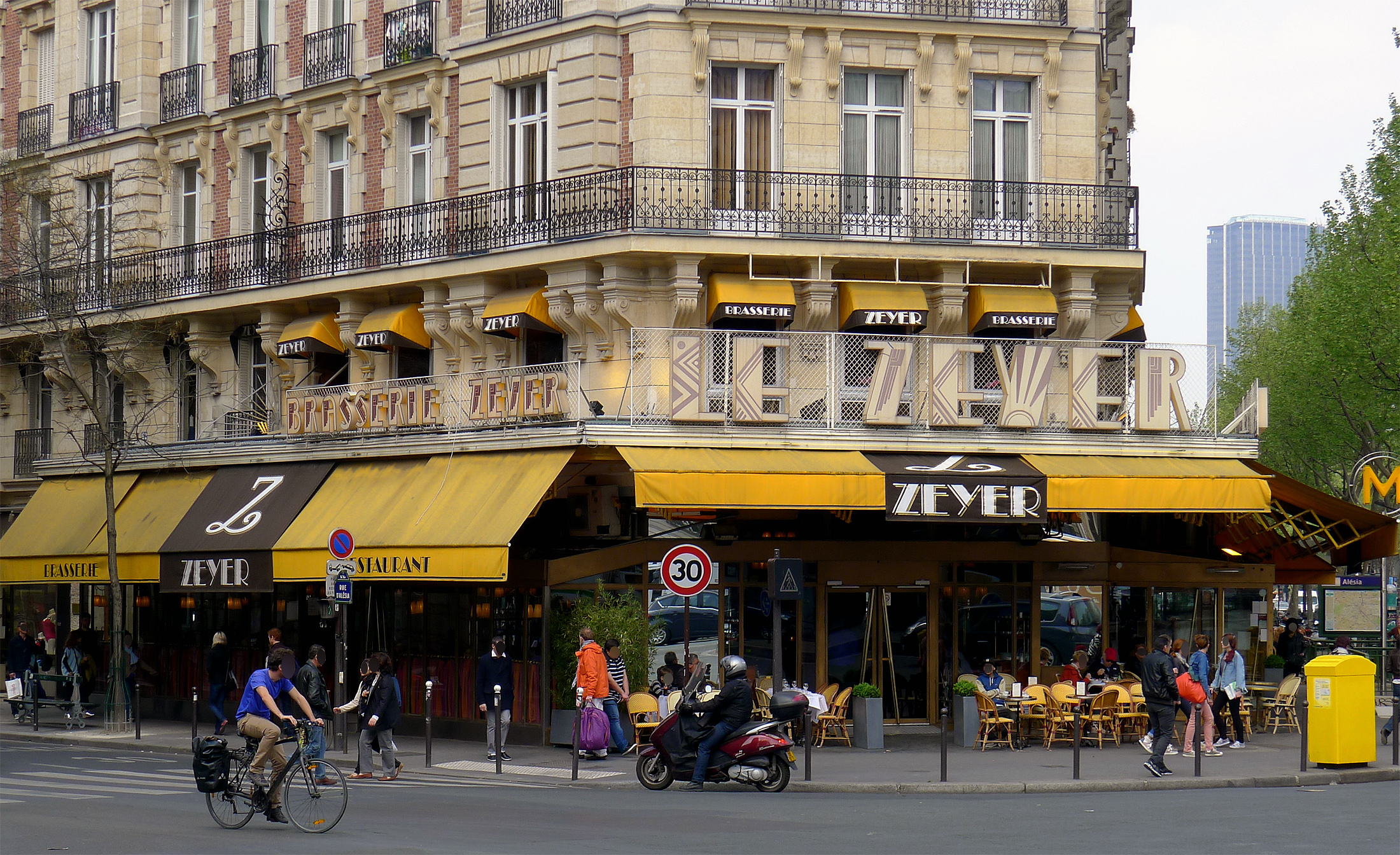
Au no 62, la brasserie Le Zeyer.
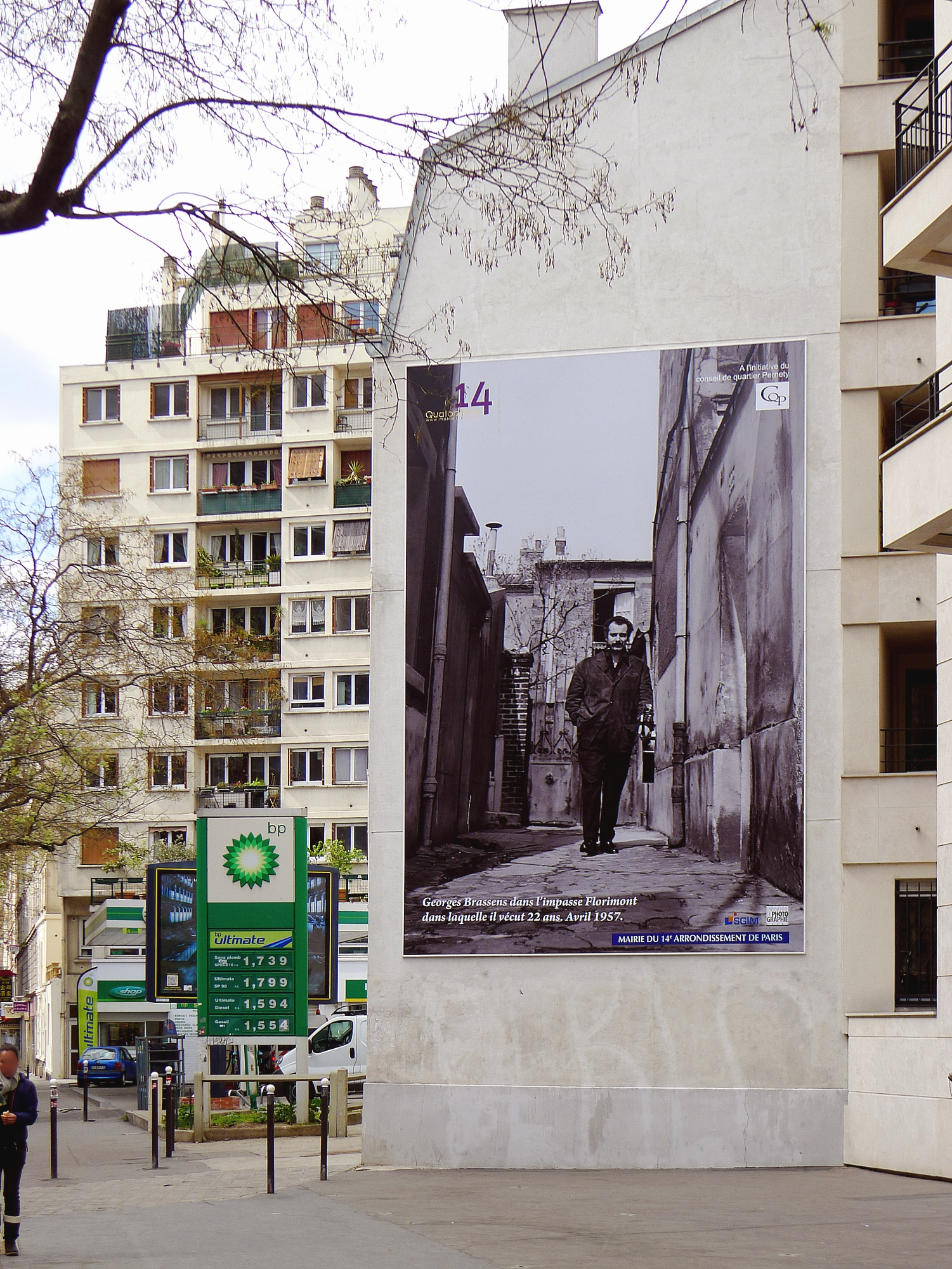
Au no 223, une fresque murale représentant Georges Brassens, qui habita non loin, impasse Florimont.
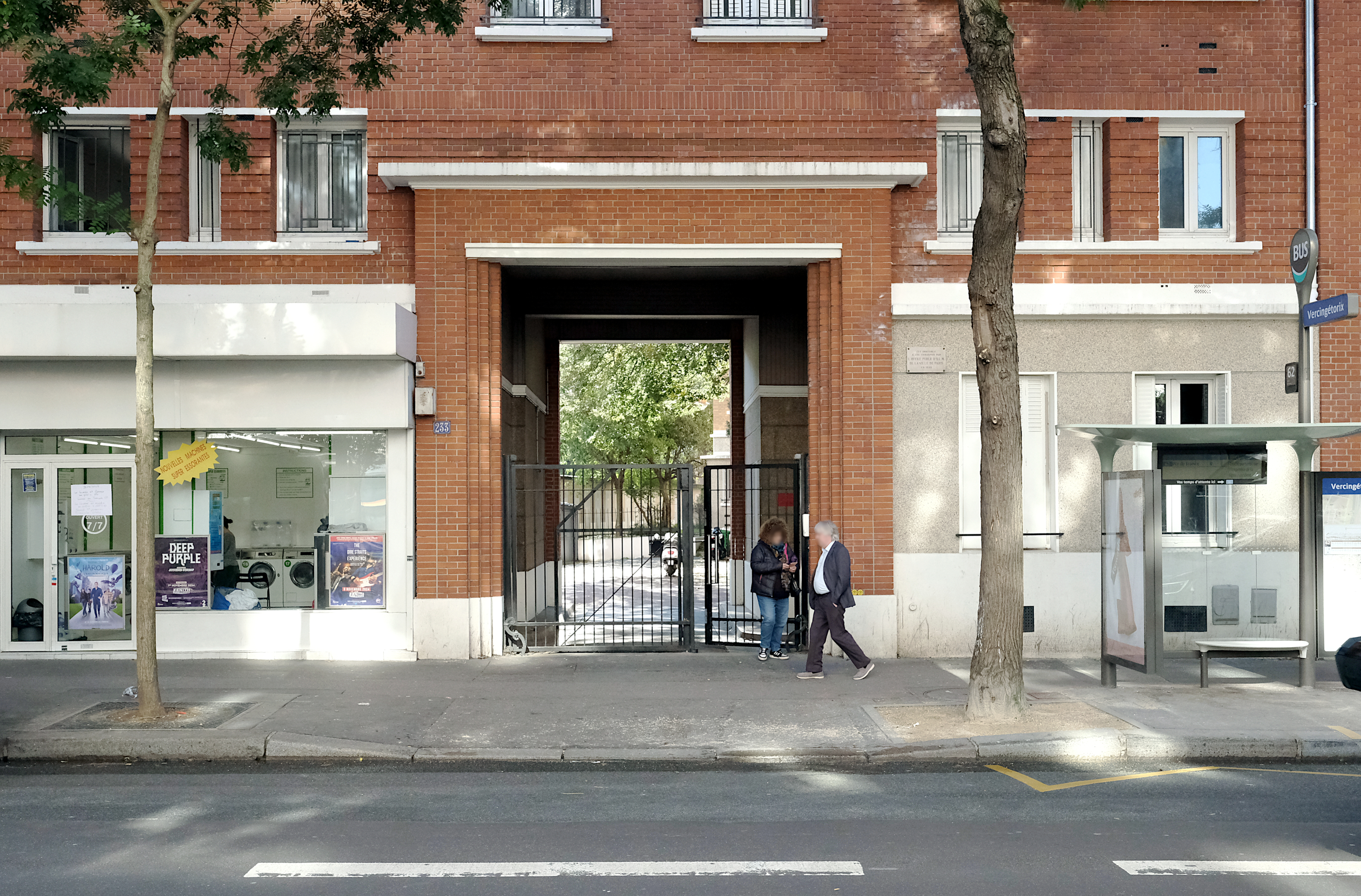
no 233 : ensemble collectif.